# Monia Baccaille
Monia Baccaille (nascida em 10 de abril de 1984) é uma ciclista profissional italiana. Ela competiu na corrida em estrada feminina nos Jogos Olímpicos de Londres 2012, mas terminou acima do limite de tempo.